# Dnipro Arena
La Dnipro Arena (in ucraino Дніпро Арена?) è uno stadio di Dnipro che ospita le partite del Sportyvnyj Klub Dnipro-1 e occasionalmente della nazionale di calcio dell'Ucraina. L'arena è stata aperta il 14 settembre 2008 con una spettacolare cerimonia.
Lo stadio ha ospitato anche la gara di qualificazione ai Mondiali 2010 tra l'Ucraina e l'Inghilterra.

## Coppa d'Ucraina
La Dnipro Arena è stata scelta come sede della finale di Coppa d'Ucraina 2009, vinta dal Vorskla a discapito dello Šachtar e terminata 1-0.